# Colpo di Zurigo
Il colpo di Zurigo fu un'azione di spionaggio compiuta dai servizi segreti italiani - in particolare dal Reparto informazioni della Regia Marina - in una notte negli ultimi giorni di febbraio del 1917.

## Storia
L'operazione permise di individuare e neutralizzare la centrale dello spionaggio austriaco per l'Italia, collocata nel Consolato austro-ungarico all'ultimo piano di un edificio sito tra la Seidengasse ed il civico 69 della Bahnhofstrasse di Zurigo.
Organizzatori dell'azione furono il capitano di vascello Marino Laureati e il tenente di vascello Pompeo Aloisi
Parteciparono a vario titolo all'azione il tenente Ugo Cappelletti,
il tenente Salvatore Bonnes,
il secondo capo Stenos Tanzini,
Remigio Bronzin,
Natale Papini,
e l'avvocato Livio Bini
La parte austriaca che subì l'azione faceva parte dello spionaggio austriaco, con a capo il contrammiraglio Peter Risbeck e a Zurigo il capitano di vascello Rudolf Mayer e il capitano di vascello Franz Schneider.

### Antefatti
L'azione venne decisa dopo alcuni attentati compiuti ai danni di strutture militari e civili italiane, in particolare l'incendio doloso del porto di Genova, l'attentato con esplosivi ad un hangar per dirigibili presso Ancona, la distruzione del dinamitificio di Cengio e il danneggiamento della centrale idroelettrica di Terni.
Le indagini permisero di comprendere che non si trattava di attentatori improvvisati ma di una rete ben organizzata di sabotatori. Durante le indagini avvennero ulteriori attentati, che culminarono il 2 agosto 1916 con l'affondamento della nave Leonardo Da Vinci in seguito a una serie di esplosioni. Pur se la pista del sabotaggio austriaco in questo caso non fu mai completamente dimostrata, le circostanze portarono all'arresto di alcune persone, e tramite queste fu individuata la sede dell'organizzazione di sabotaggio, che non si trovava in territorio italiano ma in Svizzera, presso la sede del consolato austro-ungarico, e per la precisione nell'ufficio di Rudolf Mayer, all'untimo piano dello stesso. Fu quindi ideata un'azione per colpirla.

### L'operazione
L'operazione di controspionaggio mirava a smantellare la centrale che organizzava i sabotaggi in Italia, senza però offendere la neutralità svizzera.
A tale scopo fu aperto presso l'exclave di Campione d'Italia un casinò da sfruttare come copertura per permettere agli agenti italiani di raggiungere facilmente il territorio svizzero.
L'azione aveva lo scopo di entrare nell'ufficio di Mayer, scassinare la cassaforte che vi si trovava e asportarne i documenti compromettenti. Gli operatori italiani scelti per comprendevano, oltre ad agenti del servizio segreto della Marina (Ugo Cappelletti, Salvatore Bonnes e Stenos Tanzini), il profugo istriano  Remigio Bronzin, lo scassinatore Natale Papini e il doppiogiochista Livio Bini, il quale essendo stato in passato assoldato da Mayer aveva frequentato i locali del consolato e ne conosceva la disposizione.
Gli operatori si introdussero nel consolato nottetempo, quando questo era completamente vuoto, portando con sé attrezzi da scasso e copie delle chiavi, tuttavia l'ultima porta, che Bini aveva sempre visto aperta, fu trovata inaspettatamente chiusa. Dopo alcuni tentavivi di scassinamento, capendo che aprire la porta avrebbe richiesto un lavoro eccessivamente rumoroso col rischio di attirare l'attenzione, Tanzini prese la decisione di rientrare e ritentare l'azione quando Bini si fosse procurato il calco della chiave di quell'ultima porta. Gli italiani tornarono quindi indietro eliminando qualsiasi traccia del loro passaggio.
L'azione fu ripetuta pochi giorni dopo, stavolta con esito positivo. La cassaforte nell'ufficio di Mayer fu raggiunta, scassinata e svuotata. Gli agenti presero poi il primo treno della giornata per Berna e da qui fecero rientrare il materiale recuperato in Italia in una valigia diplomatica sotto scorta speciale. Fra gli oggetti trafugati furono rinvenuti rapporti degli agenti italiani al soldo dell'organizzazione Mayer, che fu quindi smantellata con delle successive retate, ponendo fine alla sequenza di attentati.
Furono inoltre recuperati dei piani di difesa di porti austriaci, poi utilizzati nella preparazione della Beffa di Buccari, e una gran quantità di denaro in sterline e franchi svizzeri, che fu considerata preda di guerra. Oltre a ciò, erano presenti dei francobolli da collezione e dei gioielli, che essendo evidentemente di proprietà privata non furono considerati preda di guerra e furono conservati per essere infine restituiti ai legittimi proprietari. Questo avvenne al termine delle ostilità, quando la polizia italiana consegnò i francobolli a Scheneider e i gioielli a Mayer.

### Controversie sulla data
Le fonti discordano sulla data precisa in cui si svolse l'azione. Infatti nei racconti di alcuni protagonisti si fa riferimento alla notte tra il 20 e il 21 febbraio, notte tra Martedì grasso e Mercoledì delle ceneri. Altre fonti riferiscono invece date diverse: notte tra il 24 e il 25 febbraio, notte tra il 25 e il 26 febbraio, notte fra il 26 e il 27 febbraio, con telegramma spedito da Aloisi il 28. Tuttavia, la spedizione del telegramma da parte di Aloisi il 28 febbraio rende maggiormente plausibile che lo svolgimento dell'azione possa invece essere avvenuto nella notte tra il 27 e il 28 febbraio. Infatti è da ritenere altamente probabile che Aloisi abbia inviato il telegramma dell'avvenuta azione il giorno stesso (il 28 febbraio) perché l'azione ebbe termine poco dopo l'una di notte e alle 8 della mattina alcuni dei partecipanti presero il treno per Berna (dove si trovava Aloisi), città che raggiunsero in mattinata. D'altra parte il riferimento alla notte tra il 20 e il 21 potrebbe nascere dal fatto che in realtà l'azione definitiva fu il secondo tentativo; infatti, alcuni giorni prima un tentativo aveva dovuto essere interrotto davanti all'ultima porta dove era custodita la cassaforte di Mayer (porta che non si riteneva fosse chiusa). È così possibile che alcuni ricordi si riferiscano proprio alla data di questa prima azione.

## Filmografia
- Senza bandiera (1951), film diretto da Lionello De Felice
- Accadde a Zurigo (1981), sceneggiato diretto da Davide Montemurri e andato in onda in 3 puntate su Raiuno dal 23 al 30 giugno 1981[15].